# 久慈駅
久慈駅（くじえき）は、岩手県久慈市中央三丁目にある、東日本旅客鉄道（JR東日本）・三陸鉄道の駅である。
JR東日本の八戸線と、三陸鉄道のリアス線（北リアス線）が乗り入れ、両線とも当駅が終着駅である。なお、両社は独立した駅舎を持っている。

## 歴史
- 1930年（昭和5年）3月27日：鉄道省八戸線の駅として開業[1]。
- 1975年（昭和50年）7月20日：日本国有鉄道久慈線開業[1]。
- 1978年（昭和53年）3月：現在の駅舎が竣工[2]。
- 1982年（昭和57年）11月15日：貨物の取り扱いを廃止[3]。
- 1984年（昭和59年）4月1日：久慈線が三陸鉄道北リアス線に転換[1][4]。
- 1985年（昭和60年）3月14日：荷物の扱いを廃止[3]。
- 1987年（昭和62年）
  - 4月1日：国鉄分割民営化により、国鉄の駅は東日本旅客鉄道（JR東日本）の駅となる[1]。
  - 12月：みどりの窓口を設置。
- 1991年（平成3年）：JR駅にオレンジカード専用券売機を設置（現在は撤去）。
- 2002年（平成14年）
  - 東北の駅百選に選定される。
  - 4月1日：三陸鉄道の久慈駅長廃止。三鉄ツーリスト久慈営業所を設置し、当駅の出札業務を兼務。
- 2005年（平成17年）12月10日：種市駅・陸中八木駅管内が当駅の管理下となる。
- 2007年（平成19年）4月1日：三鉄ツーリスト久慈営業所が廃止。
- 2011年（平成23年）
  - 3月11日：東北地方太平洋沖地震とこれにより発生した大津波により八戸線・北リアス線ともに不通となる。
  - 3月16日：北リアス線のうち陸中野田駅 - 当駅間で営業再開。同年3月31日まで運賃無料。
- 2012年（平成24年）
  - 3月17日：八戸線の運転再開。
  - 4月1日：北リアス線の運転再開区間が延伸し、田野畑駅 - 当駅間の運転を再開。
- 2013年（平成25年）
  - 4月1日：三鉄の駅業務を特定非営利活動法人久慈広域観光協議会に委託。
  - 6月17日：JR駅舎を琥珀をイメージした駅舎に改装[5]。
- 2018年（平成30年）3月31日：JR待合室内の立ち食いそば店がこの日限りで閉店。
- 2021年（令和3年）3月13日：JR久慈駅での入換作業廃止に伴い、早朝夜間駅員不在となる。
- 2022年（令和4年）4月1日：JR久慈駅が業務委託駅となり（JR東日本東北総合サービス委託）、久慈駅長が廃止され八戸駅長管理下となる。
- 2024年（令和6年）10月1日：JR東日本（八戸線）でえきねっとQチケのサービスを開始[6][7]。

## 駅構造

### JR東日本
島式ホーム1面2線を有する地上駅である。駅舎とホームは構内踏切で連絡している。JR着発線からは三陸鉄道へ直通できる。
JR東日本東北総合サービスが受託する業務委託駅であり、八戸駅が管理する。
駅舎にはみどりの窓口、タッチパネル式自動券売機（オレンジカード対応）・待合室がある。なお、待合室内には売店併設の立ち食いそば店（伯養軒→NREみちのく→NRE運営）が長年営業していたが、現在は閉店している。ホーム中央に三陸鉄道ホームへの連絡階段があり、JRと三陸鉄道の乗継時間が短いときに限り利用できるが、現在は常時開放されており物理的には通行可能。
2013年（平成25年）には、三陸海岸の復興支援を目的として駅舎のリニューアルが行われた。久慈の特産である琥珀をイメージした黄褐色と黒色の外観になった。多目的トイレや車椅子用のスロープが新設された。待合室はコンコースと分離されて冷暖房が完備され、特産品の展示スペースを設けた。
乗務員宿泊所が設置されており、夜間滞泊が2本設定されている。

#### のりば
| 番線 | 路線    | 行先         |
| ---- | ------- | ------------ |
| 1・2 | ■八戸線 | 鮫・八戸方面 |

- 三陸鉄道リアス線方面への直通列車（2022年〈令和4年〉5月現在は定期列車としては設定なし）は2番線を使用する。

| JRホーム（2007年11月） |  | JRの駅名標（2007年11月） |
| JRホーム（2007年11月） |  | JRの駅名標（2007年11月） |

### 三陸鉄道
単式ホーム1面1線を有する地上駅である。出札業務のみ行い、一部時間帯の列車を除き精算は無人駅同様に車内で行う。
駅舎には出札窓口、自動券売機、売店、清雅荘弁当部のそば店、久慈市観光案内所（久慈市観光物産協会が設置し、久慈広域観光協議会に委託）がある。久慈市観光案内所でレンタサイクルを扱っている。利用は9時から18時まで。料金はデポジット制となっている（保証料を除き利用料金に充当）。
駅構内には、リアス線（久慈 - 宮古）の運行を担う運行本部久慈派出所（旧・久慈鉄道事務所→旧北リアス線運行本部→リアス線運行本部久慈派出所）があり、車庫のほか輸送指令所などがある。

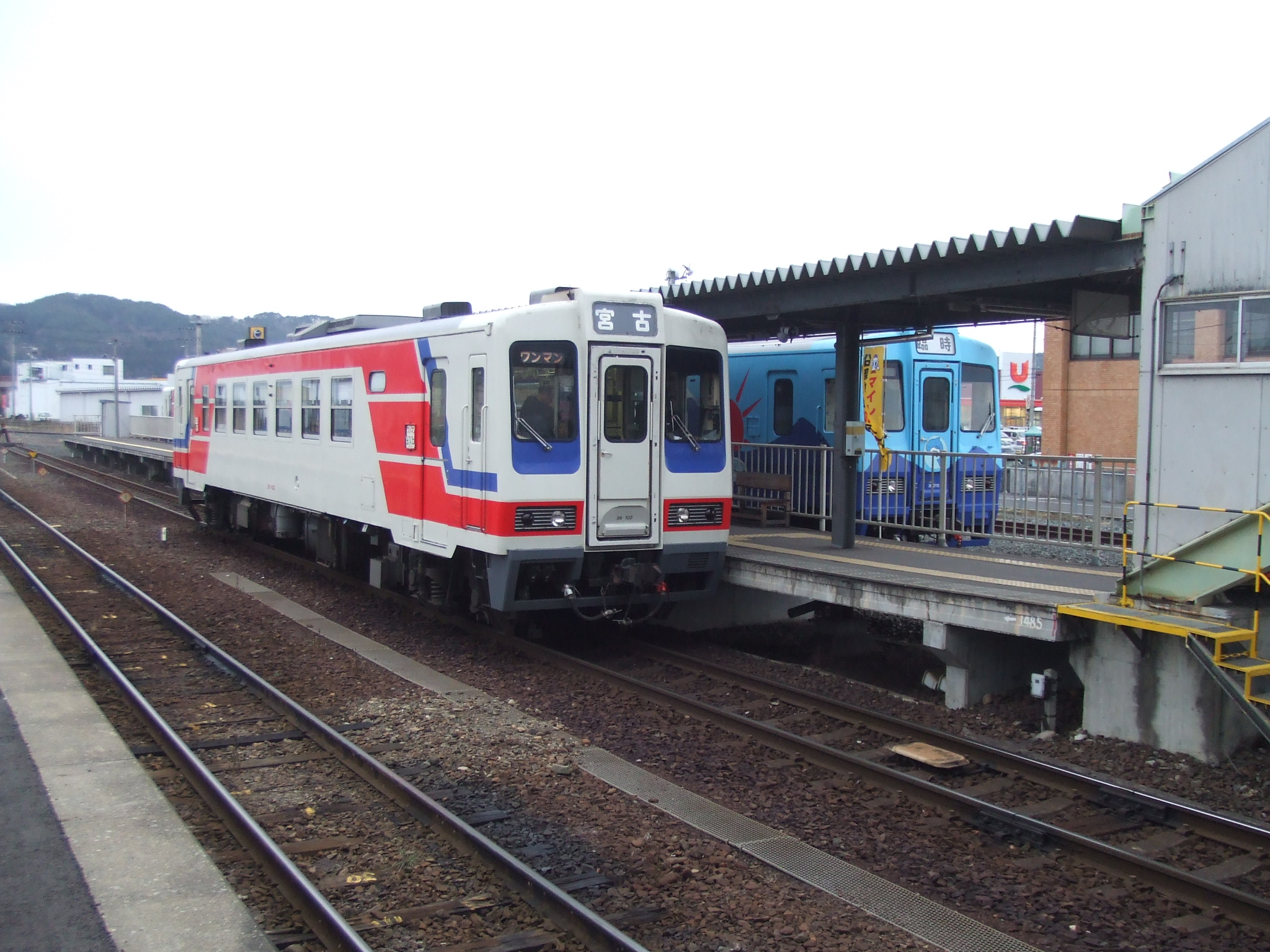
三陸鉄道のホーム（2008年12月）
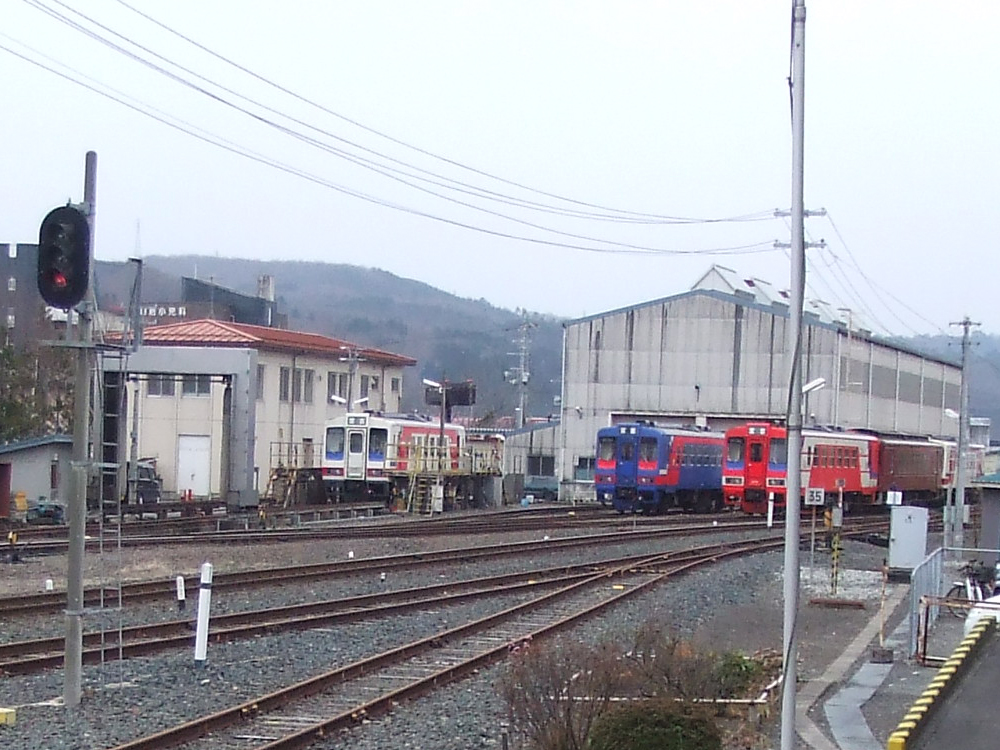
三陸鉄道の車庫（2008年12月）

## 駅弁
- 三陸鉄道久慈駅清雅荘弁当部
  - うに弁当

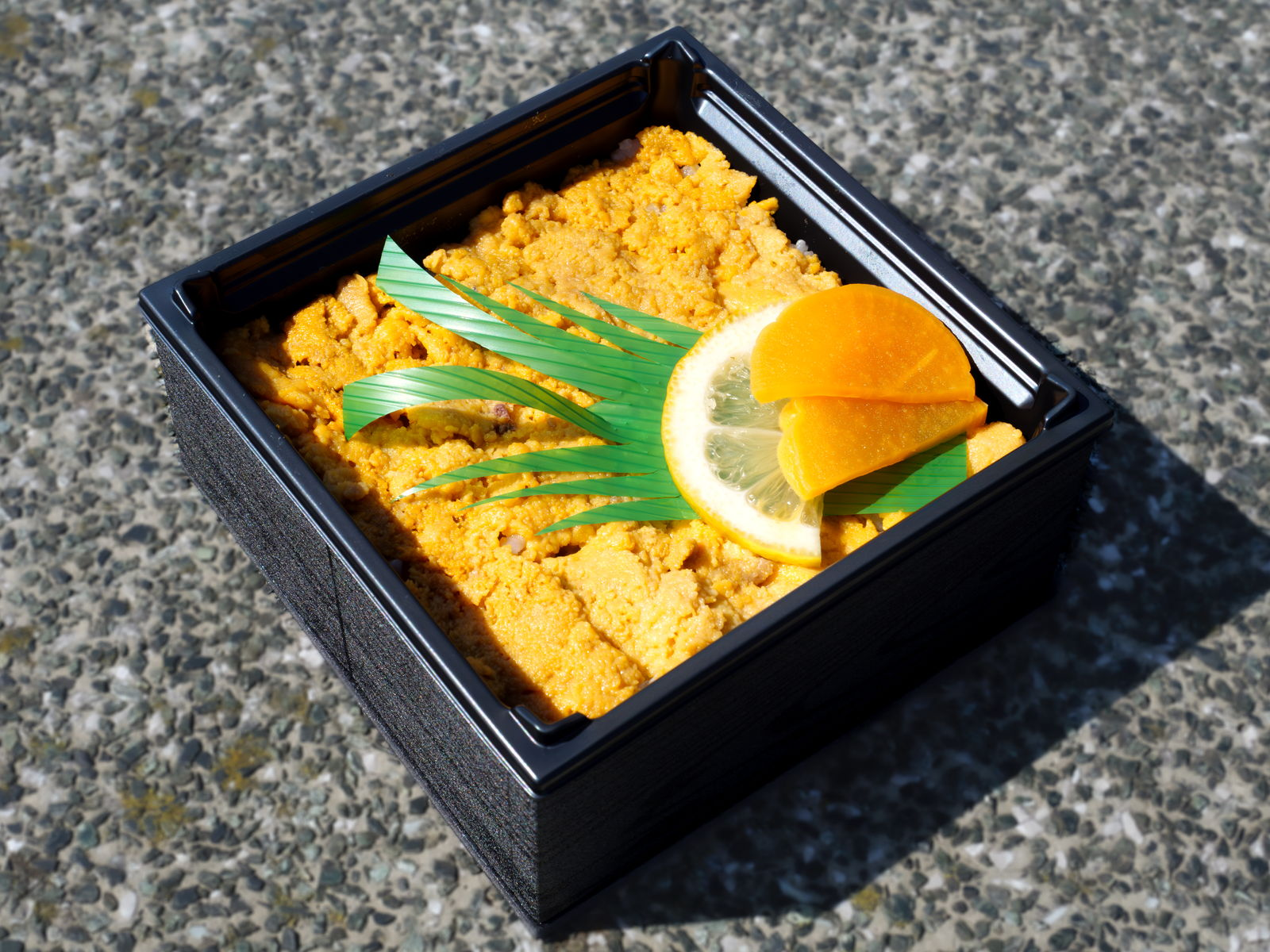
うに弁当

## 利用状況
- JR東日本 - 2023年度（令和5年度）の1日平均乗車人員は139人である[JR 1]。
- 三陸鉄道 - 2022年度（令和4年度）の1日平均乗車人員は496人である[市 1]。

2000年度（平成12年度）以降の推移は下記のとおりである。
| 1日平均乗車人員推移 | 1日平均乗車人員推移 | 1日平均乗車人員推移 | 1日平均乗車人員推移 | 1日平均乗車人員推移 | 1日平均乗車人員推移 | 1日平均乗車人員推移 | 1日平均乗車人員推移 |
| 年度                | JR東日本            | JR東日本            | JR東日本            | 三陸鉄道            | 出典                | 出典                |                     |
| 年度                | 定期外              | 定期                | 合計                | 三陸鉄道            | JR                  | 久慈市              |                     |
| ------------------- | ------------------- | ------------------- | ------------------- | ------------------- | ------------------- | ------------------- | ------------------- |
| 2000年（平成12年）  |                     |                     | 339                 |                     | [ JR 2 ]            |                     |                     |
| 2001年（平成13年）  |                     |                     | 315                 | 553                 | [ JR 3 ]            | [ 市 2 ]            |                     |
| 2002年（平成14年）  |                     |                     | 313                 | 550                 | [ JR 4 ]            | [ 市 2 ]            |                     |
| 2003年（平成15年）  |                     |                     | 309                 | 531                 | [ JR 5 ]            | [ 市 2 ]            |                     |
| 2004年（平成16年）  |                     |                     | 293                 | 523                 | [ JR 6 ]            | [ 市 2 ]            |                     |
| 2005年（平成17年）  |                     |                     | 300                 | 520                 | [ JR 7 ]            | [ 市 2 ]            |                     |
| 2006年（平成18年）  |                     |                     | 305                 | 528                 | [ JR 8 ]            | [ 市 2 ]            |                     |
| 2007年（平成19年）  |                     |                     | 289                 | 533                 | [ JR 9 ]            | [ 市 2 ]            |                     |
| 2008年（平成20年）  |                     |                     | 284                 | 507                 | [ JR 10 ]           | [ 市 2 ]            |                     |
| 2009年（平成21年）  |                     |                     | 257                 | 505                 | [ JR 11 ]           | [ 市 2 ]            |                     |
| 2010年（平成22年）  |                     |                     | 257                 | 488                 | [ JR 12 ]           | [ 市 2 ]            |                     |
| 2011年（平成23年）  | 運休                | 運休                | 運休                | 195                 |                     | [ 市 2 ]            |                     |
| 2012年（平成24年）  | 66                  | 168                 | 235                 | 348                 | [ JR 13 ]           | [ 市 2 ]            |                     |
| 2013年（平成25年）  | 88                  | 181                 | 269                 | 392                 | [ JR 14 ]           | [ 市 2 ]            |                     |
| 2014年（平成26年）  | 115                 | 169                 | 285                 | 499                 | [ JR 15 ]           | [ 市 2 ]            |                     |
| 2015年（平成27年）  | 102                 | 167                 | 269                 | 430                 | [ JR 16 ]           | [ 市 2 ]            |                     |
| 2016年（平成28年）  | 90                  | 153                 | 243                 | 357                 | [ JR 17 ]           | [ 市 2 ]            |                     |
| 2017年（平成29年）  | 83                  | 124                 | 207                 | 361                 | [ JR 18 ]           | [ 市 2 ]            |                     |
| 2018年（平成30年）  | 82                  | 114                 | 196                 | 347                 | [ JR 19 ]           | [ 市 2 ]            |                     |
| 2019年（令和元年）  | 80                  | 95                  | 176                 | 344                 | [ JR 20 ]           | [ 市 3 ]            |                     |
| 2020年（令和02年）  | 46                  | 87                  | 133                 | 488                 | [ JR 21 ]           | [ 市 4 ]            |                     |
| 2021年（令和03年）  | 45                  | 89                  | 134                 | 487                 | [ JR 22 ]           | [ 市 4 ]            |                     |
| 2022年（令和04年）  | 52                  | 80                  | 133                 | 496                 | [ JR 23 ]           | [ 市 1 ]            |                     |
| 2023年（令和05年）  | 63                  | 75                  | 139                 |                     | [ JR 1 ]            |                     |                     |

## 駅周辺
駅舎近くには東西を結ぶ地下道が置かれている。なお、駅舎は西側にある。

### 西側
- 道の駅くじ（やませ土風館）
- 久慈警察署久慈駅前交番（JR久慈駅併設）
- 久慈郵便局
- 岩手日報久慈支局
- 青森みちのく銀行久慈支店
- 岩手銀行久慈支店跡
- 東北銀行久慈支店
- 北日本銀行久慈支店
- 盛岡信用金庫久慈支店
- 久慈ステーションホテル
- 久慈第一ホテル
- まめぶの家久慈駅前店
- 駅前デパート

### 東側
- 岩手銀行久慈中央支店
- 岩手県北バス久慈営業所
- 岩手県立久慈高等学校長内校
- 久慈市文化会館（アンバーホール）
- 久慈市役所
- ユニバース久慈・川崎町店
- TSUTAYA久慈店
- ニッポンレンタカー久慈駅東口営業所
- 久慈グランドホテル

## バス路線
2018年（平成30年）6月26日より駅前バスロータリーの供用が開始された。JRバス東北、市民バス「のるねっとKUJI」、岩手県北バスによる以下の路線バスや高速バスが発着する。
| のりば | 路線 | 備考                     |
| ------ | --- | ------------------------ |
| 1      | - 侍浜線 - 川代線 - 日吉循環線 - 新町循環線                                                                       | 新町循環線は土日祝に発着 |
| 2      | - 新町循環線 - 白樺号：盛岡 - スワロー号：二戸                                                                    | 新町循環線は平日に発着   |
| 3      | - 久慈海岸線 - 山根線 - 大野線 - 久慈こはく号：盛岡 - 岩手きずな号：東京 - 通学支援バス - 拓陽支援バス - 観光バス |                          |

## その他
- 「八戸線の終着駅であり、陸中海岸国立公園の北の玄関口」として、東北の駅百選に選定された。
- 三陸鉄道の久慈駅舎・ホームは、2013年（平成25年）の4月から9月まで放映されたNHK朝の連続テレビ小説「あまちゃん」で、北三陸鉄道・北三陸駅として撮影された。
- 三陸鉄道の駅の愛称は「琥珀いろ」。久慈市が琥珀の産地であることに由来する。

## 隣の駅
東日本旅客鉄道（JR東日本）
■八戸線
陸中夏井駅 - 久慈駅
三陸鉄道
■リアス線
陸中宇部駅 - 久慈駅

### 記事本文
1. 1 2 3 4 5 6  曽根悟（監修） 著、朝日新聞出版分冊百科編集部 編『週刊 歴史でめぐる鉄道全路線 国鉄・JR』 21号 釜石線・山田線・岩泉線・北上線・八戸線、朝日新聞出版〈週刊朝日百科〉、2009年12月6日、26-27頁。
2. ↑  『鉄道建築ニュース』1978年7月号（通巻343）、鉄道建築協会、1978年7月1日、40頁。
3. 1 2  石野哲 編『停車場変遷大事典 国鉄・JR編』 II（初版）、JTB、1998年10月1日、509頁。ISBN 978-4-533-02980-6。
4. ↑  「私鉄年表」『私鉄車両編成表 -全国版- '84年版』ジェー・アール・アール、1984年8月1日、141頁。
5. ↑  「八戸線 久慈駅のリニューアル実施について (PDF)」（プレスリリース）、東日本旅客鉄道盛岡支社、2013年4月19日。2014年1月10日時点のオリジナル (PDF)よりアーカイブ。2025年6月25日閲覧。
6. 1 2 3  「駅の情報（久慈駅）：JR東日本」東日本旅客鉄道。2024年8月30日時点のオリジナルよりアーカイブ。2024年9月4日閲覧。
7. ↑  「Suicaエリア外もチケットレスで! 東北エリアから「えきねっとQチケ」がはじまります (PDF)」（プレスリリース）、東日本旅客鉄道、2024年7月11日。2024年8月21日閲覧。
8. 1 2  「JR東日本東北総合サービス株式会社が運営する受託駅一覧 (PDF)」JR東日本東北総合サービス、2022年4月1日。2022年4月1日閲覧。
9. ↑  「JR東日本：駅構内図・バリアフリー情報（久慈駅）」東日本旅客鉄道。2024年8月21日閲覧。
10. ↑  「久慈駅前ロータリーを供用開始します!」久慈市。2018年6月25日時点のオリジナルよりアーカイブ。2024年8月21日閲覧。
11. ↑  「久慈駅 | 岩手県バス協会」岩手県バス協会。2024年8月21日閲覧。

### 利用状況

#### JR東日本
1. 1 2  「各駅の乗車人員 2023年度 101位以下（7）| 企業サイト：JR東日本」東日本旅客鉄道。2025年6月25日閲覧。
2. ↑  「JR東日本：各駅の乗車人員（2000年度）」東日本旅客鉄道。2025年6月25日閲覧。
3. ↑  「JR東日本：各駅の乗車人員（2001年度）」東日本旅客鉄道。2025年6月25日閲覧。
4. ↑  「JR東日本：各駅の乗車人員（2002年度）」東日本旅客鉄道。2025年6月25日閲覧。
5. ↑  「JR東日本：各駅の乗車人員（2003年度）」東日本旅客鉄道。2025年6月25日閲覧。
6. ↑  「JR東日本：各駅の乗車人員（2004年度）」東日本旅客鉄道。2025年6月25日閲覧。
7. ↑  「JR東日本：各駅の乗車人員（2005年度）」東日本旅客鉄道。2025年6月25日閲覧。
8. ↑  「JR東日本：各駅の乗車人員（2006年度）」東日本旅客鉄道。2025年6月25日閲覧。
9. ↑  「JR東日本：各駅の乗車人員（2007年度）」東日本旅客鉄道。2025年6月25日閲覧。
10. ↑  「JR東日本：各駅の乗車人員（2008年度）」東日本旅客鉄道。2025年6月25日閲覧。
11. ↑  「JR東日本：各駅の乗車人員（2009年度）」東日本旅客鉄道。2025年6月25日閲覧。
12. ↑  「JR東日本：各駅の乗車人員（2010年度）」東日本旅客鉄道。2025年6月25日閲覧。
13. ↑  「JR東日本：各駅の乗車人員（2012年度）」東日本旅客鉄道。2025年6月25日閲覧。
14. ↑  「各駅の乗車人員 2013年度 ベスト100以外（8）：JR東日本」東日本旅客鉄道。2025年6月25日閲覧。
15. ↑  「各駅の乗車人員 2014年度 ベスト100以外（8）：JR東日本」東日本旅客鉄道。2025年6月25日閲覧。
16. ↑  「各駅の乗車人員 2015年度 ベスト100以外（8）：JR東日本」東日本旅客鉄道。2025年6月25日閲覧。
17. ↑  「各駅の乗車人員 2016年度 ベスト100以外（8）：JR東日本」東日本旅客鉄道。2025年6月25日閲覧。
18. ↑  「各駅の乗車人員 2017年度 ベスト100以外（8）：JR東日本」東日本旅客鉄道。2025年6月25日閲覧。
19. ↑  「各駅の乗車人員 2018年度 ベスト100以外（8）：JR東日本」東日本旅客鉄道。2025年6月25日閲覧。
20. ↑  「各駅の乗車人員 2019年度 ベスト100以外（8）：JR東日本」東日本旅客鉄道。2025年6月25日閲覧。
21. ↑  「各駅の乗車人員 2020年度 101位以下（8）| 企業サイト：JR東日本」東日本旅客鉄道。2025年6月25日閲覧。
22. ↑  「各駅の乗車人員 2021年度 101位以下（8）| 企業サイト：JR東日本」東日本旅客鉄道。2025年6月25日閲覧。
23. ↑  「各駅の乗車人員 2022年度 101位以下（8）| 企業サイト：JR東日本」東日本旅客鉄道。2025年6月25日閲覧。

#### 久慈市
1. 1 2  「第10章 運輸・通信」『久慈統計書（令和6年3月）』（PDF）（レポート）久慈市、2024年3月、94頁。2025年6月25日閲覧。
2. ↑  「第10章 運輸・通信」『久慈統計書（令和2年3月）』（PDF）（レポート）久慈市、2020年3月、86頁。2025年6月25日閲覧。
3. ↑  「第10章 運輸・通信」『久慈統計書（令和3年3月）』（PDF）（レポート）久慈市、2021年3月、86頁。2025年6月25日閲覧。
4. ↑  「第10章 運輸・通信」『久慈統計書（令和5年3月）』（PDF）（レポート）久慈市、2023年3月、94頁。2025年6月25日閲覧。